# MHC Best
MHC Best is een hockeyclub in Best in de Nederlandse provincie Noord-Brabant. De club werd opgericht in 1944 door werknemers van de schoenenfabriek Bata. Bij de oprichting telde de club 25 leden en bedroeg de contributie 25 cent. In de beginjaren werd er gespeeld op de voetbalvelden van Sportclub Bata, maar in 1949 kreeg men de beschikking over een eigen veld.
Vanaf 1982 is de club te vinden op de huidige locatie aan de Sportlaan in Best, pal langs het spoor bij de zuidelijk ingang van de spoortunnel. In november 2007 kreeg de club de beschikking over één half zandingestrooid veld en in maart 2009 kwamen er twee volledige zandingestrooide velden bij. Alle velden zijn voorzien van verlichting.
Het tenue van MHC Best bestaat voor zowel de heren als de dames uit een donkergroen shirt met een zwarte broek/rok en zwarte kousen. Met ingang van het seizoen 2008-2009 is er een kleine wijziging geweest in de clubkleuren. De shirts werden voorzien van een gele bies aan de mouwen en een gele kraag.

## Uitbreiding 2012-2013
De accommodatie van de club is in het seizoen 2012-2013 uitgebreid. Sindsdien heeft men de beschikking over twee semi-watervelden, één volledig ingestrooid kunstgrasveld en een half ingestrooid kunstgrasveld en een moderne Led-verlichting op het hoofdveld. Tevens is er een geheel nieuw clubhuis gebouwd op de plek waar voorheen clubhuis 'Den Bagger' stond.

## Bekende hockeyers
Jesse Mahieu (12 augustus 1978), international